# Horgász a pácban
A Horgász a pácban (eredeti cím: Ni vu, ni connu)  1958-ban bemutatott francia fekete-fehér vígjáték, Louis de Funès főszereplésével. Ez volt Louis de Funès első olyan filmje, amit a magyarországi mozik vetítettek, bemutatója az 1960-as évek elején volt. Ebben a filmben szinkronizálta először Balázs Péter Louis de Funèst. A színes, felújított változat 2021-ben vált elérhetővé a magyar közönség számára.

## Cselekménye
A vidéki francia városkában egyszerű emberek élnek. A furfangos orvvadász, orvhorgász és a kisvároska helyi bárgyú urai között nagy a feszültség. A sodró események humorát helyzet- és jellemkomikum mozgatja, amit Louis de Funès alakítása tesz ellenállhatatlanná. Természetesen a pác csak kerülgeti, míg a vele szemben álló vidéki kispolgárok állandóan pofára esnek.

## Szereposztás
| Szereplő                         | Színész            | Magyar hang      |
| -------------------------------- | ------------------ | ---------------- |
| Blaireau                         | Louis de Funès     | Balázs Péter     |
| Arabella de Chaville             | Noëlle Adam        | Dobos Kati       |
| Dubenoit, a polgármester         | Frédéric Duvallès  | Benkő Gyula      |
| Amédée Fléchard                  | Claude Rich        | Benkő Péter      |
| Léon de Chaville                 | Roland Armontel    | Velenczey István |
| Madame Chaville                  | Madeleine Barbulée | Örkényi Éva      |
| Ügyész                           | Pierre Stéphen     | ?                |
| Durenfort                        | Marc Blanchard     | Versényi László  |
| Victor, a főfoglár               | Paul Faivre        | Fillár István    |
| Auguste                          | Lucien Hubert      | ?                |
| Főszakács                        | Pierre Mirat       | Horváth Gyula    |
| Guilloche, ügyvéd                | Jean-Marie Amato   | Márton András    |
| Mademoiselle Rose                | Colette Ricard     | ?                |
| Lerechigneux, a bíró             | Robert Vattier     | Bács Ferenc      |
| Monsieur Bluette, börtönigazgató | Pierre Mondy       | Szigeti András   |
| Parju, a mezőőr                  | Moustache          | Gruber Hugó      |
| Csodáló                          | Danièle Delorme    | ?                |
| Léontine                         | Monette Dinay      | Czigány Judit    |
| Polgármester helyettes           | Guy Favières       | ?                |
| Fényképész                       | Yves Robert        | Gyabronka József |
| Eladónő                          | –                  | Földessy Margit  |